# Мозельская языковая граница
Мозельская языковая граница (фр. Frontière linguistique mosellane) ― существовавшая с конца V до середины XX века, представляла собой условную линию, разделявшую население департамента Мозель (Франция) на две группы: германскую на севере и романскую на юге. Далее граница уходила в Эльзас, где становилась вертикальной. Она долгое время не совпадала с государственной границей между двумя государствами Францией и Германией . 

## История

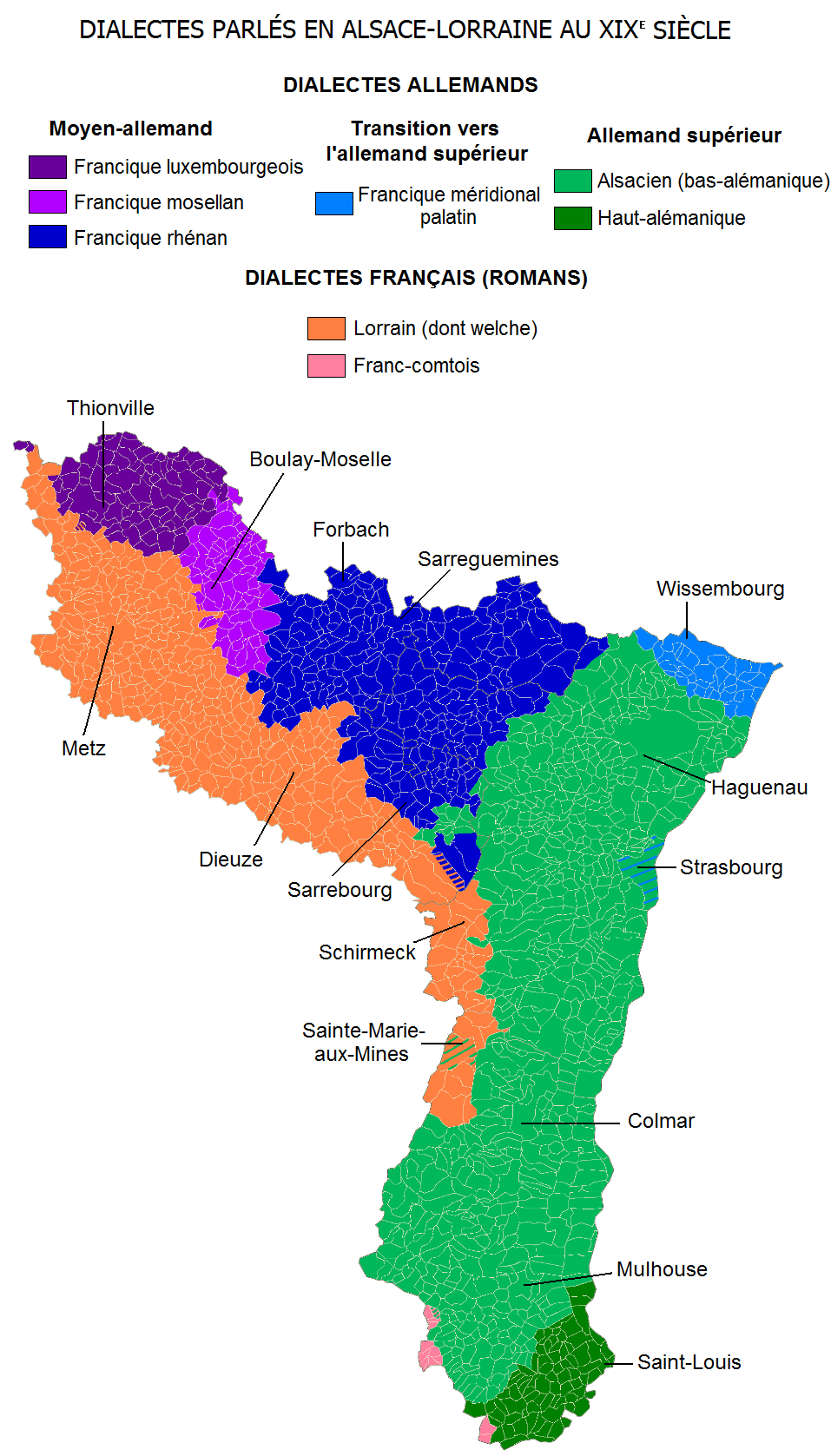
Романские и германские диалекты вдоль языковой границы

До середины XX века Мозель распадался на две отличные культурно-языковые зоны — германскую и романскую. Языковая граница между ними тянулась с северо-запада на юго-восток и не совпадала ни с какими политическими границами. Так, в районе Фулиньи переход от романского ареала к германскому долгое время бросался в глаза по всем параметрам (язык, культура, архитектура). Романоязычное население имело иной тип крыш. Характерной особенностью данной границы долгое время являлось её достаточно чёткий характер: из нескольких десятков муниципалитетов, вплотную примыкающих к языковой границе, лишь в 3-4 романское и германское население жило чересполосно. 
До XVIII века её использовали как границу между судебными округами романского Нанси и немецкого герцогства Лотарингия. Мозельская языковая граница стала объектом изучения лингвистов и этнографов обеих стран. В 1843 году 7 коммун даже получили официальный статус двуязычных.
После Второй мировой войны, когда использование немецкого языка во Франции было формально запрещено, местные германские диалекты, в основе которых лежал франкский язык, также подверглись стигматизации и в настоящее время практически утрачены. Эльзасская группа диалектов (на востоке) сохраняется несколько лучше чем франкская (на северо-западе), которая практически исчезла.

## Развитие
Долгое время граница между двумя ареалами была очень стабильной, но между XVII-XIX вв. наметилась постепенное поглощение германского ареала романским, который начал продвигаться на север в двух местах:
- В районе Аянж и Вижи на несколько километров
- В районе Сольнуа на 15-20 км к северу

Этот сдвиг во многом объяснялся небывалым престижем французского языка в Европе той эпохи.